# عيسى الدوسري
عيسى يوسف عبد الله أحمد الدوسري سياسي بحريني. عضو في مجلس النواب من 12 ديسمبر 2018 عن الدائرة العاشرة في المحافظة الجنوبية.

## المجلس البلدي
في عام 2010 قرر الترشح لعضوية المجلس البلدي عن الدائرة السادسة في محافظة الجنوبية. فاز بالتزكية بسبب عدم وجود مرشحين آخرين.
في عام 2014 قرر الترشح لعضوية المجلس البلدي عن الدائرة العاشرة في محافظة الجنوبية. في الجولة الأولى حصل على 927 صوت بنسبة 91.42%.

## مجلس النواب
في عام 2018 قرر الترشح لعضوية مجلس النواب عن الدائرة العاشرة في محافظة الجنوبية. في الجولة الأولى التي أقيمت في 24 نوفمبر 2018 حصل على 539 صوت بنسبة 83.31%.